# 久保田信
久保田 信（くぼた しん、1952年- ）は、日本のヒドロ虫綱ベニクラゲ類の分類学者であり、不老不死と若返りを人間に獲得させる研究に取り組んでいた。
1952年愛媛県生まれ。1975年愛媛大学理学部卒業後京都大学へ再入学、その後北海道大学大学院へ進学し、1981年同大学院博士課程を修了して翌82年同大学理学部助手着任。1992年京都大学助教授として同大学理学部附属瀬戸臨海実験所（現在のフィールド科学教育研究センター瀬戸臨海実験所）に赴任。2007年から同大学理学部准教授。
京都大学を2018年3月に定年退職後は、南紀白浜でベニクラゲ再生生物学体験研究所を設立した。
京都大学在籍中
かずさDNA研究所の協力でベニクラゲのゲノム解読にも成功した。
久保田は京都大学在職時からベニクラゲ再生生物学体験研究所を設立した。
久保田の業績[3]は専門書以外にベニクラゲを主題とした小説にも及ぶ。「若返り」を出版、またウェブ小説「教授のベニクラゲ」をペンネームを使ってウェブ公開している。また、「ベニクラゲ音頭」や「私の名前は久保田信」などを作曲し、ＣＤ化している。

## 著作

### 単著
- 『神秘のベニクラゲと海洋生物の歌"不老不死の夢"を歌う』不老不死研究会、2005年。ISBN 4907841035。
- 『宝の海から : 白浜で出会った生き物たち』不老不死研究会、2006年。ISBN 4907841043。
- 『地球の住民たち : ミラクル・アニマル・アース 動物篇』不老不死研究会、2007年。ISBN 9784907841065。
- 『生命の星 : 森と海と里のつながり』中北音楽研究所、2008年。 NCID BB06289812。
- 『不老不死のクラゲの秘密』毎日新聞出版、2018年。ISBN 9784620325613。

### 共著
- 窪寺恒己、久保田信、齋藤寛、駒井智幸、長谷川和範、西川輝昭、藤田敏彦、月井雄二 ほか『小学館の図鑑NEO 水の生物』小学館、2005年。
- 久保田信、上野俊士郎（監修）『クラゲのふしぎ : 海を漂う奇妙な生態』技術評論社〈知りたいサイエンス〉、2006年。ISBN 4774128570。
- 村上龍男（写真・文）『山形加茂海岸のクラゲ』東北出版企画、2008年。ISBN 9784887610477。
- 久保田信、平野弥生、ドゥーグル・リンズィー『日本クラゲ大図鑑』平凡社、2015年。ISBN 9784582542424。
- 久保田信（監修）、いとうみつる（デザイン・イラスト）『ベニクラゲは不老不死 : 永遠に若返るスーパー生物のなぞ』時事通信出版局、2019年。

### 主要論文
- 久保田信．2010. 刺胞動物門ヒドロ虫綱の個体発生、分布、生態を含む生活史に関する研究．日本生物地理学会学会賞 日本生物地理学会.
- 久保田 信・河村 真理子・上野 俊士郎・岩永 節子・大城 直雅（2003）。The relationship between fine rings in the statolith and growth of the cubomedusa Chiropsalmus quadrigatus (Cnidaria: Cubozoa) from Okinawa Island, Japan. Plankton Biology and Ecology 50 (2): 37-42。